# Thiên thạch Sao Hỏa

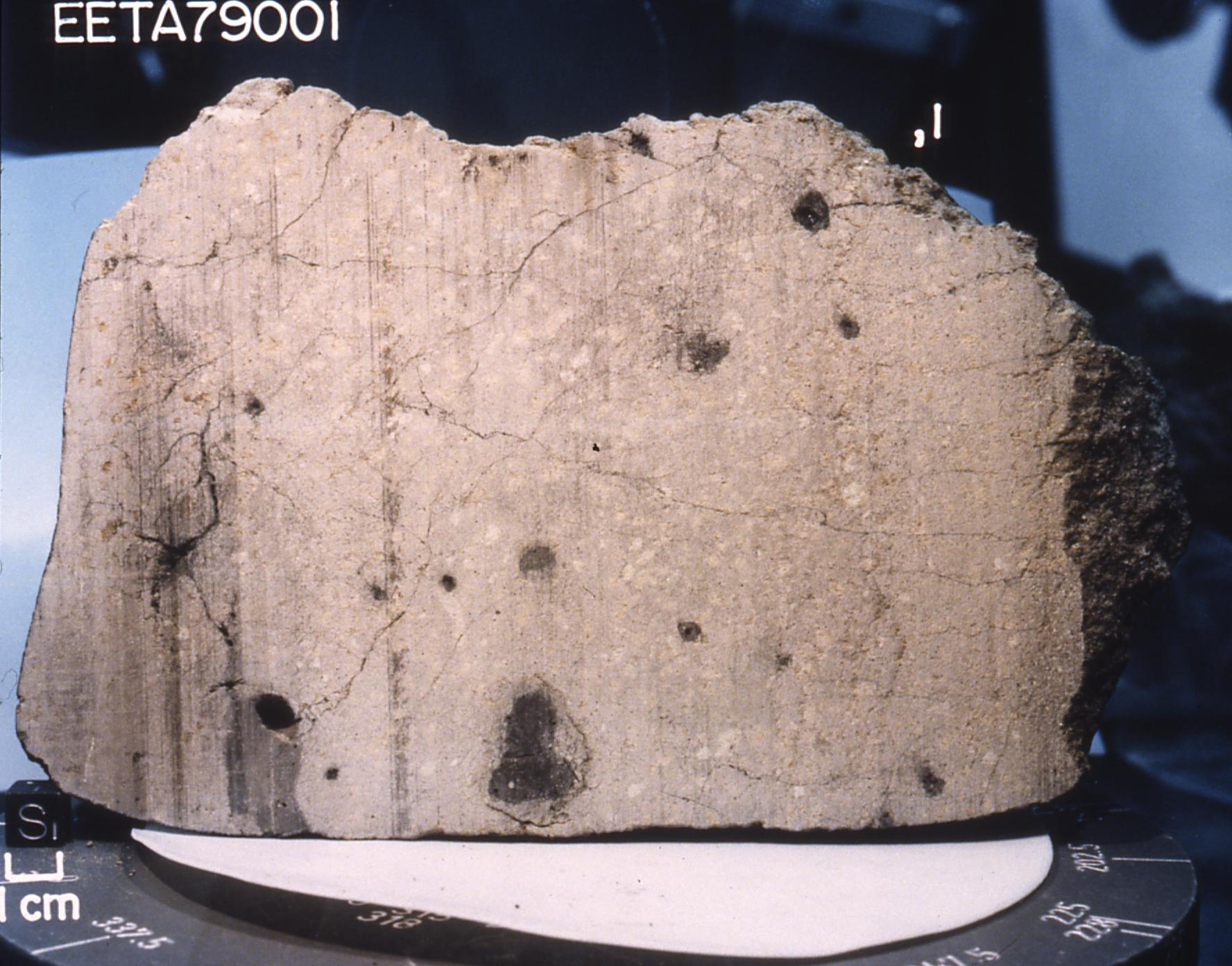
Vẫn thạch Sao Hỏa EETA79001

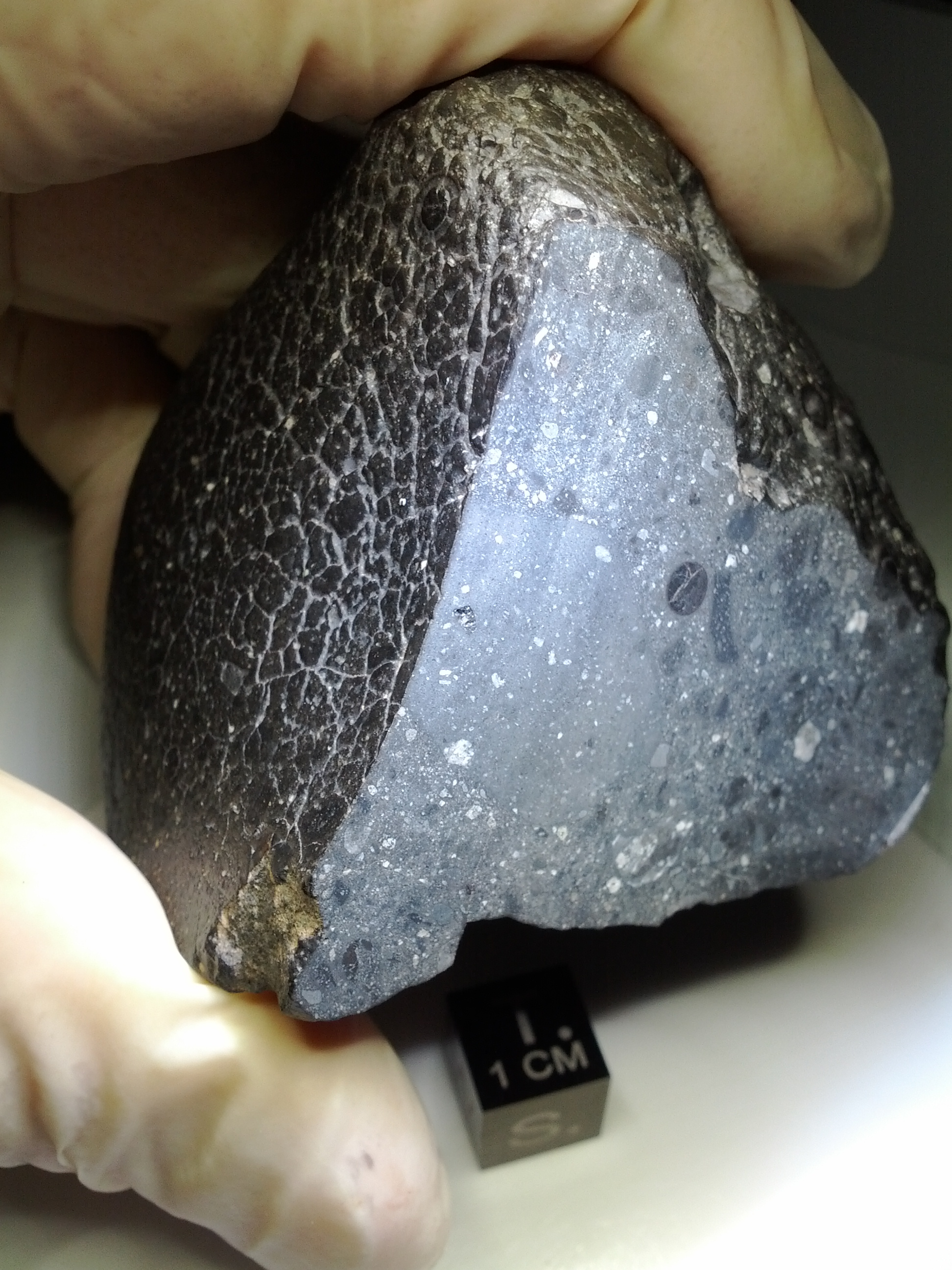
Vẫn thạch NWA 7034, biệt danh "Black Beauty," nặng khoảng 320 g.

Thiên thạch Sao Hỏa là một vẫn thạch hình thành trên hành tinh Sao Hỏa và sau đó bị đẩy ra khỏi Sao Hỏa do tác động của một tiểu hành tinh hoặc sao chổi, và cuối cùng đã đáp xuống Trái Đất. Trong số hơn 61.000 vẫn thạch đã được tìm thấy trên Trái Đất, có 224 vật thể được xác định là từ Sao Hỏa tính đến  tháng 1 năm 2019. Những vẫn thạch này được cho là đến từ Sao Hỏa vì chúng có thành phần nguyên tố và đồng vị tương tự như đá và khí quyển được phân tích bởi tàu vũ trụ trên Sao Hỏa. Vào tháng 10 năm 2013, NASA đã xác nhận, dựa trên phân tích argon trong bầu khí quyển Sao Hỏa bởi xe tự hành Curiosity trên Sao Hỏa, rằng các vẫn thạch được tìm thấy trên Trái Đất được cho là có nguồn gốc từ Sao Hỏa thực sự là đến từ Sao Hỏa.
Thuật ngữ này không đề cập đến các thiên thạch được tìm thấy trên Sao Hỏa, như Heat Shield Rock.
Vào ngày 3 tháng 1 năm 2013, NASA đã báo cáo rằng một vẫn thạch, có tên là NWA 7034 (biệt danh là "Black Beauty"), được tìm thấy vào năm 2011, trên sa mạc Sahara, được xác định là từ Sao Hỏa và được tìm thấy có chứa mười lần nước so với các vẫn thạch khác trên Sao Hỏa tìm thấy trên Trái Đất. Vẫn thạch chứa các thành phần có tuổi đời là 4,42 ± 0,07 Ga (tỷ năm), và được nung nóng trong thời kỳ địa chất của Amazon trên Sao Hỏa.

## Lịch sử
Đến đầu những năm 1980, rõ ràng là nhóm vẫn thạch SNC (Shergottites, Nakhlites, Chassignites) khác biệt đáng kể so với hầu hết các loại vẫn thạch khác. Trong số những khác biệt này có tuổi hình thành trẻ hơn, thành phần đồng vị oxy khác nhau, sự hiện diện của các sản phẩm phong hóa nước và một số điểm tương đồng về thành phần hóa học với các phân tích về đá bề mặt Sao Hỏa vào năm 1976 bởi tàu đổ bộ Viking. Một số nhà khoa học cho rằng những đặc điểm này ngụ ý nguồn gốc của vẫn thạch SNC từ một hành tinh tương đối lớn, có thể là Sao Hỏa. Sau đó vào năm 1983, các loại khí bị mắc kẹt khác nhau đã được báo cáo trong thủy tinh hình thành của vẫn thạch EET79001, các loại khí gần giống với các khí trong khí quyển sao Hỏa như phân tích của Viking. Những khí bị mắc kẹt này cung cấp bằng chứng trực tiếp cho nguồn gốc Sao Hỏa. Năm 2000, một bài báo của Treiman, Glory và Bogard đã đưa ra một cuộc khảo sát về tất cả các lập luận được sử dụng để kết luận các vẫn thạch SNC (trong đó 14 đã được tìm thấy vào thời điểm đó) là từ Sao Hỏa. Họ đã viết, "Dường như rất ít khả năng các hạt nhân không phải đến từ Sao Hỏa. Nếu chúng đến từ một hành tinh khác, nó sẽ phải giống hệt như Sao Hỏa như hiện nay."

## Phân loại

Các vẫn thạch Sao Hỏa được chia thành ba nhóm (màu cam) và hai nhóm (màu vàng). SHE = Shergottite, NAK = Nakhlite, CHA = Chassignite, OPX = Orthopyroxenite (ALH 84001), BBR = đá Basaltic (NWA 7034).

Kể từ ngày 25 tháng 4 năm 2018, 192 trong số 207 vẫn thạch Sao Hỏa được chia thành ba nhóm vẫn thạch achondritic (đá) hiếm gặp: shergottites (169), nakhlites (20), chassignites (3) và các nhóm khác (15) orthopyroxenite (OPX) Allan Hills 84001, cũng như 10 vẫn thạch đá basaltic). Do đó, các vẫn thạch Sao Hỏa nói chung đôi khi được gọi là nhóm SNC. Chúng có tỷ lệ đồng vị được cho là phù hợp với nhau và không phù hợp với Trái Đất. Tên bắt nguồn từ vị trí nơi phát hiện vẫn thạch đầu tiên thuộc loại của chúng.